# 이슬 후
《이슬 후(後)》(Not a Girl)는 한국에서 제작된 엄상미 감독의 2006년 드라마 영화이다. 김꽃비 등이 주연으로 출연하였다.

## 출연
- 김꽃비

## 제작진
- 프로듀서: 김현성
- 조명: 황성현
- 조연출: 한만우
- 녹음: 정용견
- 미술: 이민섭
- 미술: 류은혜